# 彦坂光正
彦坂 光正（ひこさか みつまさ）は、安土桃山時代から江戸時代前期にかけての武士。

## 生涯
永禄8年（1565年）、三河国の国人で今川義元に仕えた彦坂成光の嫡男として誕生。
今川氏の没落後、同族の彦坂元正の仲介によって徳川家康の家臣・本多康重の同心となり、主に奉行として活躍した。天正12年（1584年）の小牧・長久手の戦いなどで功が見られる。慶長年間頃における東三河や尾張国での卓越した行政手腕が買われ、慶長14年（1609年）に井出正次と共に駿府町奉行に任ぜられた。城下の町方支配を初め、新田開発、伝馬制度の確立、寺社領の寄進や年貢取立てなど多岐にわたっており、後には伊豆国や近江国なども任されることとなったという。
地方行政官としての活躍もさることながら、岡本大八事件や大久保長安事件などでは調査や処罰などを受け持ち、大坂の陣での口実になった方広寺の鐘銘を作った文英清韓を拘禁するなど、多くの政治的事件に関わった。また、この頃に拷問法の一つである駿河問い（駿河問状）を考案したとされる。
家康の死後は駿府町奉行職が廃止されたこともあり、2000石余から、3000石に加増されて安藤直次らと共に当時駿河国駿府藩主であった家康の十男頼宣の家老となった。後に頼宣が紀伊国和歌山藩に移封されると、これに従い年寄衆を勤めた。紀州東照宮の建立などでの活躍が見える。
寛永9年（1632年）2月、年寄職を致仕して和歌山を去り、天海に依頼して家康の眠る日光東照宮へ入ったが、直後に急死した。自害したとも伝わる。